# Ла-5
Ла-5 е съветски едноместен едномоторен изтребител, моноплан-нископлощник, от периода на Втората световна война. Създаден през 1942 г. от конструкторското бюро, оглавявано от С. Лавочкин, той влиза в употреба през есента на 1942 г. в хода на започналите сражения при Сталинград и бързо си спечелва славата на един от най-добрите съветски изтребители от годините на войната.

## Създаване
Изтребителят Ла-5 е създаден на базата на неговия предшественик ЛаГГ-3, като самата разработка преминава в изключително напрегната обстановка, дължаща се както на военновремевите условия, така и на жестоката конкурентна борба с конструкторското бюро, ръководено от А. С. Яковлев.
Изтребителят ЛаГГ-3, създаден през 1940 г. от конструкторите С. А. Лавочкин, В. П. Горбунов и М. И. Гудков се оказва тежък и сложен в управлението самолет. Освен че не е обичан от редовия пилотски състав, към 1942 г. той вече се смята за остарял, но въпреки това продължава да се произвежда, за да бъдат компенсирани тежките загуби в техника, понесени от руснаците в първите месеци от войната. В същото време се оказва, че двигателите с течно охлаждане М-105, които се използват при изтребителите „Як“ и „ЛаГГ“ не достигат, докато на склад има огромни количества от звездообразните М-82 (АШ-82) с въздушно охлаждане. Това е и причината конструкторските бюра на Лавочкин, Микоян и Яковлев да получат задача да преустроят своите машини под тези двигатели.
Междувременно Лавочкин, Горбунов и Гудков вече не работят заедно и първият, който преработва ЛаГГ-3 под новия двигател е Гудков, който стикова носова част от Су-2 (с двигател М-82) към планера на сериен ЛаГГ. Новият самолет получава обозначението Гу-82, но не е одобрен. Самият Лавочкин отначало се отнася скептично към подобна идея, но неговият заместник С. Алексеев се заема с работата. Същевременно (декември-януари 1941 г.) е взето правителствено решение в завод №21, където е базирано конструкторското бюро на Лавочкин, да се премине към производство на изтребители „Як-7Б“ (което де факто означава ликвидирането на ОКБ Лавочкин), но с личната намеса на наркома по авиационната промишленост А. И. Шахурин, това решение е временно отложено. По тези причини в изключително кратки срокове новият изтребител, обозначен като ЛаГГ-3 М-82 е готов – първият му изпитателен полет е на 21 март 1942 г. (извършен от летец-изпитателя Василий Мишченко). Новият изтребител е с впечатляващо увеличени скорост и скороподемност, въоръжен е с 2 х 20-mm оръдия ШВАК и 2 х 12.7-mm синхронизирани картечници, но има проблеми с прегряването на маслото, което прави продължителния полет невъзможен. Въпреки това на 8 април пристига заповед за откомандироването на ОКБ Лавочкин в Тбилиси, но само след два дни, на 10 април, е получена заповед за петдневни сравнителни изпитания на новата машина. Изводите от тях са, че това е перспективен изтребител, но трябва да бъде отстранен проблема с прегряването на двигателя – за целта е даден десетдневен срок. Оказва се, че проблемът е в масления радиатор на самолета, взет от двигател М-105, който е слаб за мощния М-82. Изход е намерен в поставянето на радиатор от по-мощния М-107, взет „назаем“ от двигателите, приготвени от Яковлев за модернизиране на неговите изтребители. Заради по-големия радиатор са премахнати картечниците, но изчезва прегряването на маслото. Вследствие на това е взето правителствено решение за серийното производство на новия изтребител ЛаГГ-5 (среща се и като ЛаГ-5) в завод № 21, а със заповед № 683 от 8 септември 1942 г. на самолета официално се дава обозначението Ла-5.

## Варианти
Ла-5
Базов вариант на изтребителя. Първият сериен самолет е готов през юли 1942 г. и представлява планер на ЛаГГ-3 35 серия с двигател М-82. Първите серийни самолети отстъпват на прототипа в скорост, отбелязва се и влошената видимост от кабината в сравнение с ЛаГГ-3. Поради краткото време за разработка стиковането на двигателя М-82 към планера на ЛаГГ-3 не е съвсем удачно и се появяват вибрации по време на полет; силни вибрации се появяват и при едновременната стрелба с двете оръдия, оказва се че конструкцията на крилото трябва да бъде усилена. Всички тези проблеми са отстранени в процеса на производство, без то да бъде спирано.
Ла-5Ф
Вариант с двигател АШ-82Ф (Ф – Форсиран), позволяващ работа на непрекъснат форсаж в продължение на 10 min. Появява се през декември 1942 г. Подобрен е обзорът от кабината и е намалена далечината на полета, което позволява олекотяване на конструкцията и подобряване на маневреността. Част от самолетите от тази модификация постъпват на въоръжение в полковете за ПВО.
Ла-5ФН
Вариант с двигател АШ-82ФН (ФН – Форсиран, с непосредствено впръскване) с мощност 1850 hp (1700 hp при АШ-82Ф). Появява се през март 1943 г. и първата му масова употреба е в сраженията при Курската дъга, където се сблъсква с новите немски Fw 190A-4. Оказва се, че съветския изтребител превъзхожда немския в маневреност (хоризонтална и вертикална), скорост и скороподемност, отстъпвайки му в ускорение при пикиране и огнева мощ. По-късните серии Ла-5ФН са снабдени с двигател Аш-82ФНВ с подобрени височинни характеристики.
Ла-5ФН/ТК
Вариант с двигател АШ-82ФН с турбокомпресор за действие на големи височини. Въпреки добрите му характеристики не е приет на въоръжение, тъй като не са нужни височинни изтребители.
Ла-5УТИ
Двуместен учебно-тренировъчен вариант с двигател АШ-82Ф и двойно управление. Свалени са едното оръдие, бомбодържателите, кислородното оборудване и радиостанцията.
Ла-5М-71
Експериментален вариант с двигател М-71Ф (АШ-71Ф). Показва сравнително добри характеристики, но новият двигател се оказва ненадежден и работите по модернизацията са спрени.
Ла-5 206
Експериментален вариант, при който са направени доработки в конструкцията с цел подобряване на аеродинамиката и постигане на по-висока скорост. Остава прототип и заляга в разработка на бъдещия Ла-7.
- La-5
- La-5F
- La-5Fn

## Тактико-технически данни
| Характеристики                                  | Ла-5                                   | Ла-5Ф                                  | Ла-5ФН                                 | Ла-5УТИ         |
| ----------------------------------------------- | -------------------------------------- | -------------------------------------- | -------------------------------------- | --------------- |
| Размах на крилете, м                            | 9.80                                   | 9.80                                   | 9.80                                   | 9.80            |
| Дължина, м                                      | 8.67                                   | 8.67                                   | 8.67                                   | 8.67            |
| Височина, м                                     | 2.54                                   | 2.54                                   | 2.54                                   | 2.54            |
| Площ на крилете, м2                             | 17.50                                  | 17.50                                  | 17.50                                  | 17.50           |
| Маса празен, кг нормална полетна                | 2681 3360                              | 2810 3200                              | 2706 3168                              | 2789 3210       |
| Двигател мощност, к. с.                         | 1 х М-82 1330                          | 1 х АШ-82Ф 1700                        | 1 х АШ-82ФН 1850                       | 1 х АШ-82Ф 1700 |
| Максимална скорост при земята, км/ч на височина | 509 580                                | 560 600                                | 593 648                                | 552 600         |
| Далечина на полета, км                          | 1190                                   | 760                                    | 1000                                   | 720             |
| Скороподемност, м/мин                           | 833                                    | 910                                    | 1064                                   | 877             |
| Практически таван на полета, м                  | 9500                                   | 9550                                   | 11 200                                 | 10 000          |
| Екипаж                                          | 1                                      | 1                                      | 1                                      | 2               |
| Въоръжение                                      | 2 х 20-мм оръдия ШВАК 2 х 100 кг бомби | 2 х 20-мм оръдия ШВАК 2 х 100 кг бомби | 2 х 20-мм оръдия ШВАК 2 х 100 кг бомби | 1 х 20-мм ШВАК  |

## Оператори
Чехословакия
В началото на 1944 г. в състава на съветските ВВС е организиран 1-ви чехословашки изтребителен авиополк, въоръжен с Ла-5ФН и Ла-5УТИ, прераснал по-късно (януари 1945 г.) в 1-ва чехословашка смесена авиодивизия (1. Ceskoslovenska Samostatna Snisena Letecka Divize). След края на войната в Чехословакия остават 31 самолета Ла-5ФН и Ла-5УТИ, последните от които са изведени от въоръжение в края на 1948 г. В Чехословакия изтребителите Ла-5ФН носят обозначението S-95.
 Полша
През 1945 г. на Полша е доставен един изтребител Ла-5ФН за изпитания с цел въоръжаването на няколко авиополка, но в крайна сметка, вместо Ла-5, поляците получават Як-9П. Полският Ла-5ФН е изведен от въоръжение през 1949 г.
 СССР

## Оперативна история
Първите Ла-5 постъпват в бойните части през втората половина на 1942 г., където са добре приети от пилотите, воювали дотогава на И-16, МиГ-3 и ЛаГГ-3. Техническият персонал също е доволен от новия самолет, тъй като обслужването му в полеви условия е по-опростено в сравнение с другите типове самолети. Първите сражения, в които новият изтребител участва са при Сталинград – войсковите изпитания се провеждат в 49-и ИАП (изтребителен авиополк), където в 27 въздушни боя руснаците свалят 16 противникови самолета, като губят 10 машини и 5 пилота. Освен добрите си летателни данни, Ла-5 е и много издръжлив на бойни повреди, подобно на предшественика си ЛаГГ-3. Един от асовете на Луфтвафе, Гюнтер Рал, по-късно в интервю казва „Руснаците започнаха да създават по-добри самолети – МиГ-ове, Як-ове и ЛаГ-5. Разработеният от Лавочкин и Гудков на базата на по-ранния, неудачен ЛаГГ-3 с двигател с водно охлаждене, ЛаГ-5 се появи през 1943 година и на него бе сложен по-голям радиален двигател. Това бе мощен, превъзходен самолет, който послужи за база за създаването на подобрените версии – Ла-5ФН и Ла-7.“
Въпреки това първоначално частите, въоръжени с Ла-5, понасят тежки загуби, което се дължи основно на слабата летателна и тактическа подготовка на съветските пилоти, но с течение на времето „Neue Rata“ („Новият плъх“, името, което Ла-5 получава сред немците, тъй като уподобяват носовата му част на И-16, чието немско прозвище е „Rata“) става истинска заплаха за немските летци. Наземните предупредителни станции не пропускат да съобщят на пилотите си, когато във въздуха се намират изтребителите на Лавочкин, още повече че поради сходството в силуетите Ла-5 често е бъркан от немците с техния Fw 190. По време на битката при Сталинград изтребителите на Ла-5 играят основна роля в завоюването на въздушно превъзходство, поради което по-късно самите немци наричат самолета „Дървения спасител на Сталинград“.
По време на битката при Курската дъга, след първоначалното немско господство във въздуха, на фронта спешно са прехвърлени съединения, въоръжени с варианта Ла-5ФН, които след тежки боеве успяват да постигнат въздушно превъзходство. Съветските пилоти отбелязват, че се справят по-лесно с Fw 190, отколкото с новите Me 109. Това също е забелязано от немците, които се принуждават да организират смесени изтребителни групи, състоящи се от Fw 190 и Me 109.
В съветските ВВС самолетите Ла-5 са изведени от въоръжение почти веднага след края на войната: вече е приет на въоръжение новият и по-добър Ла-7, а и ясно се вижда, че бъдещето е на реактивната авиация. Освен това самолетите Ла-5 са предназначени за тотална война, т.е. разчетени са за кратък боен живот, а не за дълга експлоатация в мирно време.